# Breton (Luisiana)

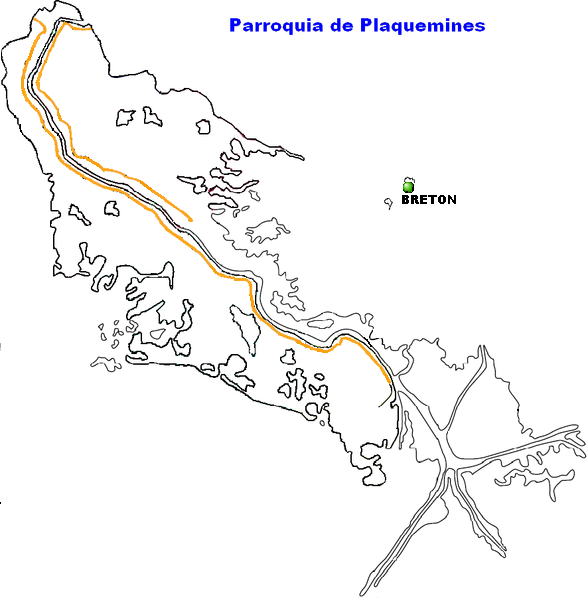
Localización de Breton en el mapa de la Parroquia de Plaquemines.

Breton es una pequeña comunidad ubicada sobre el delta del río Misisipi, dentro de la parroquia de Plaquemines, en el estado de Luisiana, Estados Unidos.

## Geografía
La localidad de Breton se localiza en 29°28′41″N 89°11′24″O / 29.47806, -89.19000. Esta comunidad posee menos de un metro de elevación sobre el nivel del mar, convirtiéndola una zona proclive a las inundaciones. Su población se compone de menos de veinte habitantes. Esta comunidad se localiza a 102 kilómetros de Nueva Orleans la principal ciudad de todo el estado, y a 598 kilómetros del aeropuerto internacional más cercano, el (IAH) Houston George Bush Intercontinental Airport.